# Maksymos z Efezu
Maksymos z Efezu, Maksym z Efezu (ur. na początku IV w., zm. 372 w Efezie) – grecki filozof neoplatoński z IV wieku. Reprezentant szkoły pergameńskiej, uczeń Edezjusza.
Praktykował teurgię i był uważany za cudotwórcę, według Eunapiusza potrafił sprawić, że posągi bogów poruszały się. Od ok. 351 był nauczycielem i przyjacielem Juliana Apostaty, miał go skłonić do porzucenia chrześcijaństwa i powrotu do dawnej religii grecko-rzymskiej. Przyszłego władcę poznał w Nikomedii lub Efezie. Po wstąpieniu Juliana na tron w 361 został jego doradcą. Zamieszkał na dworze w Konstantynopolu. Prowadził tam dysputy filozoficzne i wraz z Priskosem z Epiru interpretował wróżby. Towarzyszył cesarzowi podczas wyprawy na Persję i był obecny przy jego śmierci. Z umierającym władcą prowadził dyskusję o wzniosłości duszy. Po śmierci Juliana represjonowany. Cesarz Walentynian I rozkazał go aresztować i torturować. Nałożył także na niego wysoką grzywnę. Mimo to udało mu się wrócić do łask władcy. Gdy za panowania cesarza Walensa rozpętano antypogańskie czystki, skierowane przeciw osobom oskarżonym o uprawianie czarów i przepowiadanie przyszłości, Maksymos poniósł śmierć w Efezie z rozkazu namiestnika prowincji Azja, Festusa. Zarzucono mu znajomość przepowiedni dotyczącej następcy Walensa.
Julian Apostata wymienia niezachowany komentarz Maksymosa z Efezu do Kategorii Arystotelesa oraz bliżej nieokreślone inne dzieła. Przypisywano mu również pisma: Peri alyton antitheseon, Peri katarchon i Peri arithmon.